# Квинт Лициний Силван Граниан Квадроний Прокул
Квинт Лициний Силван Граниан Квадроний Прокул (на латински: Quintus Licinius Silvanus Granianus) е сенатор и политик на Римската империя през края на 1 и началото на 2 век.
През 106 г. Квадроний Прокул е суфектконсул заедно с Луций Миниций Натал. През 121/122 г. той е проконсул на Азия.